# Rochebrune (Drôme)
Rochebrune település Franciaországban, Drôme megyében. Lakosainak száma 52 fő (2022. január 1.). Rochebrune Arpavon, Beauvoisin, Bénivay-Ollon, Buis-les-Baronnies, Montaulieu és Sainte-Jalle községekkel határos.

## Népesség
A település népessége az elmúlt években az alábbi módon változott:
| Lakosok száma | 30   | 54   | 48   | 42   | 57   | 61   | 61   | 56   | 54   | 52   |
|               | 1968 | 1982 | 1990 | 2006 | 2013 | 2015 | 2017 | 2019 | 2020 | 2022 |